# ۳۸۱ (میلادی)
۳۸۱ (میلادی) سیصد و هشتاد و یکمین سال تقویم میلادی است.

## درگذشتگان
‎